# جوزيف لويس كوربن
جوزيف لويس كوربن (بالفرنسية: Joseph Louis Corbin)‏ هو ضابط فرنسي، ولد في 2 فبراير 1792 في رين في فرنسا، وتوفي في 29 نوفمبر 1859.